# Matthew Rauch
Matthew Rauch ist ein US-amerikanischer Schauspieler.
Seit 2011 ist Matthew Rauch in der Fernsehserie Blue Bloods wiederkehrend in der Rolle des Lawrence Skolnick zu sehen.
In der von 2013 bis 2016 ausgestrahlten Serie Banshee des Bezahlfernsehsenders Cinemax spielte Matthew Rauch eine der Hauptrollen als Clay Burton.

## Filmografie (Auswahl)
- 2004: Frankenfish (Fernsehfilm)
- 2007: Rezept zum Verlieben (No Reservations)
- seit 2011: Blue Bloods – Crime Scene New York (Blue Bloods, Fernsehserie)
- 2012: Premium Rush
- 2013: The Wolf of Wall Street
- 2013: Labor Day
- 2013–2016: Banshee – Small Town. Big Secrets. (Banshee, Fernsehserie, 33 Folgen)
- 2014: Believe (Fernsehserie, 5 Folgen)
- 2016: Shades of Blue (Fernsehserie, 3 Folgen)
- 2018: The Tale – Die Erinnerung (The Tale)
- 2022: The Terminal List – Die Abschussliste (The Terminal List, Fernsehserie)
- 2022: Partner Track (Fernsehserie)